# NGC 362
NGC 362 is een open sterrenhoop in het sterrenbeeld Toekan. Het hemelobject ligt ongeveer 28.000 lichtjaar van de Aarde verwijderd en werd op 1 augustus 1826 ontdekt door de Schotse astronoom James Dunlop.

## Synoniemen
- GCL 3
- ESO 51-SC13